# جهانگیر میرعلاء
جهانگیر میرعلا سیاست‌مدار ایرانی بود، که در  دوره بیست و دوم  به‌عنوان نماینده تهران در مجلس شورای ملی حضور داشت.